# Marian Osiński

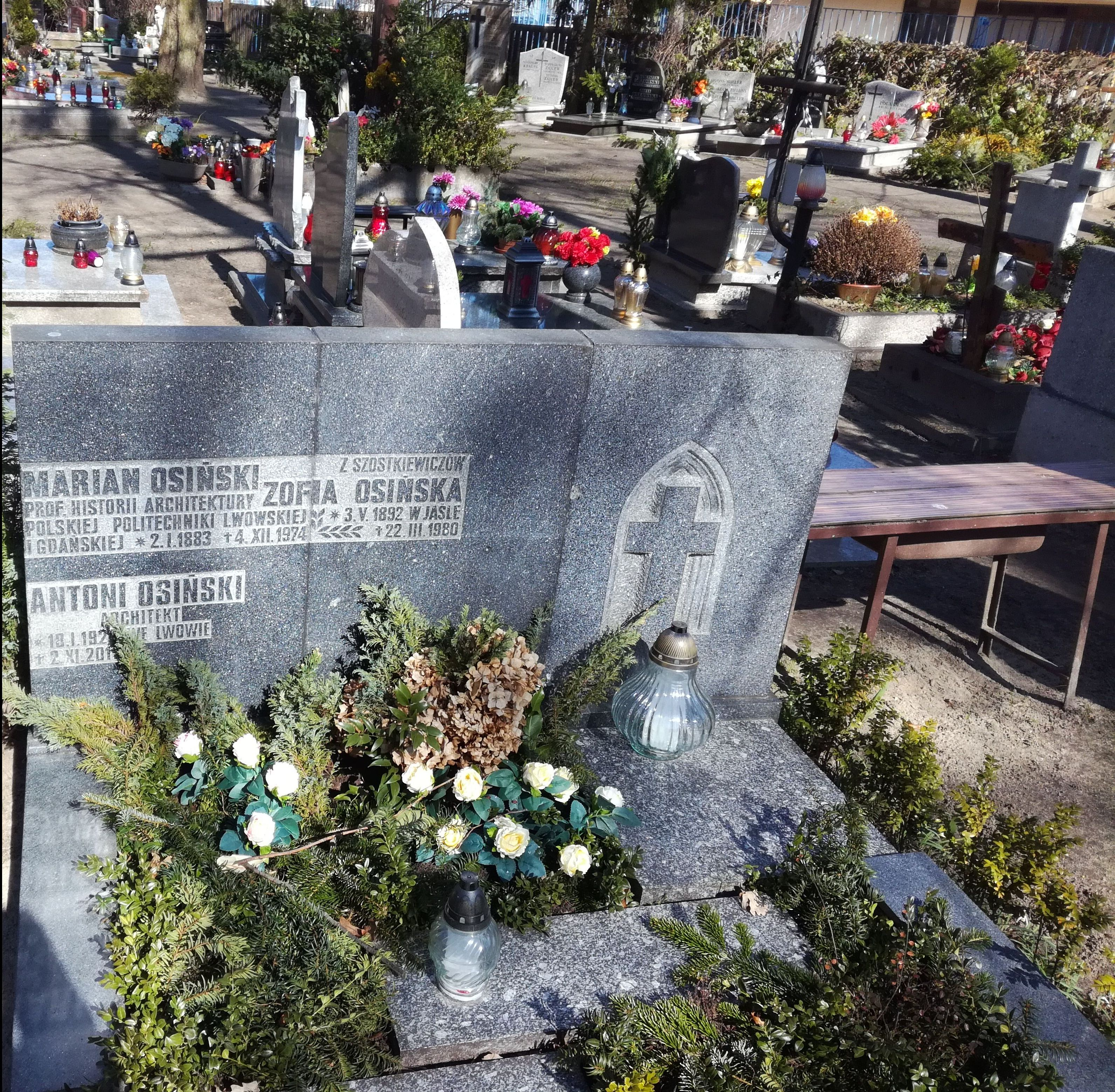
Grób profesora Mariana Osińskiego na cmentarzu Oliwskim

Marian Osiński (ur. 2 stycznia 1883 w Krakowie, zm. 4 grudnia 1974 w Gdańsku) – polski architekt.

## Życiorys
Urodził się 2 stycznia 1883 w Krakowie, w rodzinie Franciszka i Marii z Wiadrowskich. Uczył się w szkole powszechnej i C. K. Gimnazjum Nowodworskiego (św. Anny) w Krakowie (1894–1901), gdzie zdał egzamin dojrzałości (w jego klasie był m.in. Sebastian Flizak). W latach 1901–1906 studiował na Wydziale Architektury Wyższej Szkoły Technicznej we Lwowie. Po odbyciu praktyki budowlanej w biurze prof. Lewińskiego we Lwowie, w maju 1908 zdał z wyróżnieniem egzamin dyplomowy. W latach 1907–1910 odbywał staż asystencki na Wydziale Architektury. Odbył studia uzupełniające w Akademii Sztuk Pięknych w Rzymie i na Politechnice w Monachium, po czym wrócił do Lwowa i jako docent wykładał formy architektoniczne i perspektywę malarską. 19 października 1919 ożenił się z Zofią z Szostkiewiczów (1892–1980). Mieli dwoje dzieci – Marię (ur. 1920) i Antoniego (1924–2011). W latach 1921–1929 wykładał w Państwowej Szkole Technicznej we Lwowie. W latach 1929–1934 zastępca profesora, następnie profesor Politechniki Lwowskiej. Od 1930 był kierownikiem Katedry Architektury Historycznej, w 1933 doktoryzował się z historii architektury, obronił rozprawę Zamek w Żółkwi. W latach 1936–1938 był dziekanem Wydziału Architektury. W 1934 otrzymał tytuł profesora nadzwyczajnego, w 1946 profesora zwyczajnego z zakresu Historii Architektury Polskiej.
Był prezesem lwowskiego oddziału Stowarzyszenia Architektury Rzeczypospolitej Polskiej oraz Towarzystwa Opieki nad Zabytkami. Był także członkiem Lwowskiego Towarzystwa Naukowego oraz Polskiego Towarzystwa Politechnicznego we Lwowie. Został członkiem założycielem powołanego w 1938 Stowarzyszenia „Towarzystwo Budowy Panoramy Plastycznej Dawnego Lwowa”.
Okupację sowiecką i niemiecką Lwowa spędził we Lwowie, pracując cały czas jako wykładowca na macierzystej uczelni, przemianowanej przez pierwszych okupantów na Instytut Politechniczny, przez drugich - na Państwowe Techniczne Kursy Zawodowe. W czerwcu 1944, tuż przed ponownym wkroczeniem tam Armii Czerwonej, wyjechał ze Lwowa do Dębicy. Od października 1944 do listopada 1945 pracował w Oddziale Odbudowy Urzędu Wojewódzkiego w Rzeszowie, skąd w listopadzie 1945 przeprowadził się do Gdańska. Został pierwszym dziekanem Wydziału Architektury Politechniki Gdańskiej. Funkcję tę pełnił do 1952. Brał aktywny udział w odbudowie Gdańska i współpracował przy rekonstrukcji architektury Pomorza (Szczecin, Koszalin, Kołobrzeg). W 1956 otrzymał Nagrodę Naukową przewodniczącego Miejskiej Rady Narodowej w Gdańsku. 1 października 1970 Politechnika Gdańska nadała mu tytuł doktora honoris causa. Jest autorem projektów architektonicznych kościołów parafialnych w miejscowościach: Polanka, Głębokie, Stale, Grębów, obiektów przemysłowych w Jaśle i Krośnie, willi we Lwowie, ratusza w Stryju, zrekonstruowanego zamku w Żółkwi. Dokonał inwentaryzacji zamków w Zbarażu, Żółkwi, Brzeżanach, Świrzu oraz zabytkowych kościołów w Rzeszowie i Lwowie.
Pochowany 7 grudnia 1974 na cmentarzu Oliwskim w Gdańsku (kwatera 28-A-20).
18 października 2021 odbyła się uroczystość odsłonięcia tablicy, na kamienicy przy ulicy Wita Stwosza 38 w Oliwie, upamiętniającej profesora Mariana Osińskiego.

## Ordery i odznaczenia
- Krzyż Komandorski z Gwiazdą Orderu Odrodzenia Polski (1964)[10]
- Krzyż Kawalerski Orderu Odrodzenia Polski (28 września 1954)[13]
- Medal 10-lecia Polski Ludowej (1955)[14]
- odznaka „Zasłużony Ziemi Gdańskiej”

## Upamiętnienie
W 1963, w 80. rocznicę urodzin prof. Mariana Osińskiego, Rada Wydziału Architektury Politechniki Gdańskiej wybiła medal pamiątkowy.
27 marca 1980 odbyła się uroczystość nadania Państwowym Szkołom Budownictwa w Gdańsku imienia profesora Mariana Osińskiego.
W 2018 Rada Miasta Gdańska jednej z ulic w Gdańsku - Jasieniu nadała imię prof. Mariana Osińskiego.